# Battaglia di Kinghorn
La battaglia di Kinghorn fu uno scontro delle guerre d'indipendenza scozzesi combattuto il 6 agosto 1332 a Western Kinghorn (attuale Burntisland), Fife, Scozia. Una forza d'invasione di 1500 uomini comandata da Edward Balliol e da Henry Beaumont, conte di Buchan, si scontrò contro l'esercito reale scozzese composto da circa 4000 uomini al comando di Duncan, conte di Fife e da Robert Bruce, signore di Liddesdale (figlio illegittimo di re Roberto I di Scozia) che venne però sconfitto con pesanti perdite. Balliol era figlio di re John Balliol di Scozia e stava tentando di reclamare il trono per sé e contava su questo fatto per guadagnarsi la fedeltà dei suoi uomini.
Le forze di Balliol e Beaumont stavano ancora scaricando dalle loro imbarcazioni quando gli scozzesi li attaccarono. Gli scozzesi erano determinati ma vennero battuti dai longbowmen inglesi e dalla fanteria di Balliol e il gruppo armato poté quindi prendere il largo. Gli scozzesi persero molti uomini e diversi comandanti. Le due fazioni si scontrarono nuovamente cinque giorni dopo nella battaglia di Dupplin Moor con una schiacciante sconfitta degli scozzesi. Balliol venne incoronato re di Scozia il 24 settembre successivo.

## Antefatti
La prima guerra d'indipendenza scozzese che venne combattuta tra Inghilterra e Scozia era iniziata nel marzo del 1296 quando Edoardo I d'Inghilterra (r. 1272-1307) assaltò e saccheggiò la città di confine di Berwick come preludio dell'invasione della Scozia. Seguirono trent'anni di guerre durante i quali il quattordicenne re Edoardo III venne quasi catturato dai suoi nemici. Questa disastrosa campagna portò i reggenti del giovane sovrano inglese, Isabella di Francia e Roger Mortimer, a negoziare con gli scozzesi. Si accordarono per la firma del trattato di Northampton con Roberto I di Scozia (r. 1306-1329) nel 1328 ma questa che divenne nota come turpis pax ("pace turpe") non venne mai completamente accettata dagli inglesi né dagli scozzesi. Alcuni nobili scozzesi, infatti, si rifiutarono di giurare fedeltà a Roberto I e vennero pertanto privati dei loro titoli e dei loro beni; questi abbandonarono la Scozia e si portarono in Esilio in Inghilterra, unendosi alle forze di Edward Balliol, figlio del defunto re John Balliol (r. 1292-1296), che Edoardo I aveva deposto nel 1296.
Roberto I morì nel 1329; il suo erede, Davide II (r. 1329-1371) venne sottoposto a un consiglio di reggenza. Nel 1331, sotto la guida di Edward Balliol e di Henry Beaumont, conte di Buchan, i nobili diseredati attraversarono lo Yorkshire e complottarono l'invasione della Scozia. Edoardo III, al corrente di questo piano, lo proibì esplicitamente non essendo intenzionato a riprendere le ostilità con la Scozia. La realtà, però, era ben differente in quanto Edoardo III era intenzionato a divenire padrone anche della parte settentrionale delle isole britanniche. Egli insisteva sul fatto che Balliol non dovesse invadere la Scozia ma nel contempo inviò dei rinforzi il 31 luglio 1332. Il popolo scozzese, del resto, attendeva l'intervento di Balliol. Il reggente di Davide II era il veterano Thomas Randolph, I conte di Moray, il quale era ben preparato a combattere Balliol e Beaumont, ma morì dieci giorni prima che questi salpassero alla volta delle coste settentrionali.

## La battaglia
Le forze di Balliol erano composte da soli 1500 uomini (500 uomini d'arme e 1000 arcieri), ma sapeva che sarebbe stato raggiunto da un gran numero di scozzesi una volta sbarcato. Gli scozzesi nel frattempo nominarono Donald, conte di Mar, quale nuovo reggente per il giovane re e divisero il loro esercito regio: il conte di Mar avrebbe comandato la parte a nord del Firth of Forth, mentre Patrick, conte di March, quella a sud. Balliol si mise in contatto col conte di Mar nella speranza che questi avrebbe disertato e si sarebbe unito a lui portando con sé altre truppe. Sapendo che il conte di Mar aveva ricevuto il comando delle terre a nord del Firth, Balliol vi sbarcò, presso Western Kinghorn (attuale Burntisland), il 6 agosto 1332.
Mentre gli invasori stavano ancora sbarcando ad ogni modo vennero attaccati da una grande armata scozzese comandata da Duncan, conte di Fife e da Robert Bruce, signore di Liddesdale (figlio illegittimo di re Roberto I). Fonti inglesi contemporanee e non riportano vari numeri per le truppe scozzesi: 4000, 10 000, 14 000 o 24 000 uomini. Le fonti scozzesi, per contro, riportano numeri molto inferiori. Lo storico Clifford Rogers riporta come 4000 uomini "sia probabilmente il numero più vicino alla verità". Gli scozzesi attaccarono parte delle forze inglesi sulla spiaggia, ma vennero scacciati e pressati dagli arcieri inglesi e dalla fanteria di Balliol prima che il grosso della loro armata sbarcasse.
I racconti scozzesi dell'epoca parlano di 90 morti, altri di 900, altri di 1000. Una cronaca, la Brut, riporta che Fife si disse pieno di vergogna per essere stato sconfitto a una forza così piccola. Cinque o sei nobili figurarono tra i morti quel giorno, tra cui sir Alexander Seton. Le forze di Balliol e Beaumont completarono il loro sbarco e marciarono verso Dunfermline, dove saccheggiarono l'armeria scozzese. Il conte di Mar dovette ritirarsi verso la capitale, Perth, unendo i sopravvissuti di Kinghorn e chiedendo nuovi rinforzi.

## Conseguenze
L'11 agosto, le forze di Ballioll incontrarono gli uomini del conte di Mar nella battaglia di Dupplin Moor, dove gli scozzesi superavano di molto il numero degli invasori; di dieci a uno secondo lo storico Rogers. Malgrado ciò gli scozzesi subirono una tremenda sconfitta con migliaia di morti, includi diversi nobili. Balliol venne incoronato re di Scozia a Scone, il luogo tradizionale delle incoronazioni dei sovrani scozzesi, il 24 settembre successivo. Il supporto a Balliol da parte della popolazione scozzese fu ad ogni modo limitato ed in sei mesi il tutto collassò. Venne sconfitto dai sostenitori di Davide II nella battaglia di Annan appena pochi mesi dopo la sua incoronazione. Balliol venne costretto alla fuga verso l'Inghilterra dove si appellò ad Edoardo III per richiedere assistenza. Edoardo decise di supportarlo, infliggendo una pesante sconfitta agli scozzesi nella battaglia di Halidon Hill nel luglio del 1333 e rimise Balliol sul trono scozzese. Balliol venne nuovamente deposto nel 1334, restaurato nel 1335 e definitivamente deposto nel 1336, permettendo il ritorno di Davide II.